# Palazzo Colleoni
Palazzo Colleoni si trova a Bergamo, e si affaccia su via San Giacomo al civico 16-20, anticamente edificato dalla famiglia di Leonino e Luca Brembati, ed è il palazzo che maggiormente caratterizza la via.

## Storia
L'antica via San Giacomo che da piazza Mercato delle Scarpe conduce alla porta omonima, ospita molti palazzi di antica costruzione, era infatti indicata come vicinia di San Giacomo, di cui rimane poca testimonianza se non la fontana omonima ma di ricostruzione novecentesca. Tra i palazzi è identificabile quello dei conti Colleoni, dal blasone della famiglia bergamasca posto al centro dell'architrave dell'ingresso principale, a forma di testa di cavallo, di forte impronta medioevale ma con numerose rimodulazioni.
Difficile ricostruire la sua storia, ma la sua edificazione, basandosi sui fregi presenti nella parte frontale, risale agli ultimi decenni del Quattrocento, avendo assonanze con quello della sagrestia della basilica mariana datato 1491 opera di Simone Sirtori.
Il fabbricato originariamente era composto da due corpi di fabbrica, uno ulteriore è stato edificato nel Seicento. Il piano terreno era porticato, come testimoniano alcuni archi in pietra, quattro visibili e uno annullato da una finestra quadrata completa di inferriata. Gli archi conservano la numerazione probabilmente già presente nella cava d'estrazione per facilitare loro giusta collocazione in loco.
Gli stemmi conservati all'interno dell'edificio, anche se molto rovinati dal tempo, riportano alla famiglia Brembati, identificabile in Luca, persona importante nel Quattrocento sposata con Isotta de Negarolis, e figlio di Leonino Brembati e Donnina de Georgiis, di cui è testimonianza la presenza di parte dei rispettivi blasoni.

## Descrizione
Il palazzo di sviluppa, nella parete d'ingresso, su quattro livelli. Il piano terreno in blocchi di pietra con la cornice marcapiano che lo divide dalla fabbricato superiore, presenta due ingressi, uno di servizio con il contorno in blocchi di pietra numerata, quello che anticamente viene indicato come porta della sposa,. La numerazione risalente al XVI o XVII secolo, indicano che questo arco è il recupero di un ingresso medioevale, indicando che questa apertura ha una datazione successiva alla storia all'immobile. Il trigramma di San Bernardino, presente sulla chiave di volta, fu sicuramente collocato successivamente da un rappresentante della famiglia Colleoni che inserì questo simbolo in tutte le sue proprietà, solo nel Novecento. L'ingresso principale presenta il portale in pietra chiara, composto da due paraste a forma di colonne complete di capitelli che reggono l'importante architrave scolpita a bassorilievo con centrale lo scudo dove è evidente il blasone araldico a forma di testa di cavallo, dei Colleoni, due decori laterali raffiguranti un pollone con rami recisi e legati da un nastro che riporta la scritta “VIVIT LAUS DEO”, e le iniziali P C probabilmente le iniziali di Pietro Grumelli della ricca famiglia che ne fu proprietaria dalla fine del Cinquecento fino all'Ottocento. Voi sono inoltre altre aperture parzialmente chiuse e complete d'inferriate, che erano gli ingressi di antiche attività e magazzini a uso commerciale. Vi inoltre la presenza di una pietra dove è scolpita una rarissima mano benedicente, forse presente fin dalla costruzione dell'edificio. Tra ogni apertura è presente l'anello per legare i cavalli, legato a un gancio dalla forma zoomorfa.
L'ingresso si collega con l'androne con volta a botte che poggia su capitelli, originariamente sette su ogni lato e che ospitano stemmi di difficile identificazione, se non uno che presenta l'antico stemma della famiglia Brembati, così come altri piccoli stemmi sempre identificabili nella medesima famiglia. Il piano nobile presenta quattro importanti aperture L'interno ospita sale di particolare interesse tra le quali una completamente affrescata anche con dipinti di Paolo Vincenzo Bonomini.